# Kenkichi Iwasawa
Kenkichi Iwasawa (岩澤 健吉 Iwasawa Kenkichi?,  11 de septiembre de 1917 – 26 de octubre de 1998) fue un matemático japonés que se destacó por su influencia sobre la teoría de números algebraicos incluida su Teoría de Iwasawa.
Iwasawa nació en Shinshuku-mura, un pueblo cerca de Kiryu, en la Prefectura Gunma. Allí concurre a la escuela primaria, trasladándose luego a Tokio para concurrir a la Musashi High School.
Desde 1937 hasta 1940 Iwasawa cursó estudios de pregrado en la Universidad de Tokio, para luego ingresar a la escuela de graduados de la Universidad de Tokio y ser nombrado asistente en el Departamento de Matemáticas. En 1945 le fue otorgado el título de Doctor en Ciencias. Sin embargo, ese mismo año Iwasawa se enferma de pleuresía, y recién logra regresar a la universidad en abril de 1947. Desde 1949 hasta 1955 trabaja como profesor asistente en la Universidad de Tokio.
En 1950, Iwasawa fue invitado a Cambridge, Massachusetts para dar una charla en el Congreso Internacional de Matemáticos. Los dos siguientes años los pasa en el Instituto de Estudios Avanzados de la Universidad de Princeton, y en la primavera de 1952 le es ofrecido un trabajo en el Instituto de Tecnología de Massachusetts, donde trabajó hasta  1967.
Desde 1967 hasta su jubilación en 1986, Iwasawa se desempeñó como profesor de Matemáticas en Princeton. Regresando a Tokio en 1987 en compañía de su esposa.
Iwasawa es reconocido por crear lo que ahora se llama la Teoría de Iwasawa, que él genera a partir de investigaciones en los campos ciclotómicos realizadas a finales de la década de 1950. Antes de eso él había trabajado en Grupos de Lie y Álgebra de Lie, inventando la decomposición general de Iwasawa.
Entre los alumnos más famosos de Iwasawa se encuentran Robert Coleman, Ralph Greenberg, y Larry Washington.

## Premios
- Premio Asahi (1959)
- Premio de la Academia de Japón (1962)
- Sociedad norteamericana de matemáticas Premio Cole (1962)
- Premio Fujiwara (1979)

## Lista de libros disponibles en inglés
- Lectures on p-adic L-functions / by Kenkichi Iwasawa (1972) 106 pag. ISBN 0691081123, ISBN 9780691081120
- Local class field theory / Kenkichi Iwasawa (1986) ISBN 0-19-504030-9
- Algebraic functions / Kenkichi Iwasawa ; translated by Goro Kato (1993) ISBN 0-8218-4595-0
- Kenkichi Iwasawa collected papers / Kenkichi Iwasawa ; edited by Ichiro Satake et al. (2001) ISBN 4-431-70314-4